# Айос-Атанасиос (Кипр)
Айос-Атанасиос (греч. Ογιος Αίανάσιος) ― независимый муниципалитет Кипра, расположенный в районе Лемесоса. Расположенный в 3 км (1,86 мили) от столицы округа, Лемесоса, и названный в честь Афанасия Александрийского, он функционирует как пригород города.
Айос-Атанасиос был основан как небольшое сельскохозяйственное поселение и возник в результате огромного иммиграционного бума после турецкого вторжения в 1974 году. По оценкам, в городе проживает около 6000 беженцев. Муниципалитет служит промышленной зоной района Лемесос.